# Eristalis intricaria
Eristalis intricaria là một loài ruồi trong họ Ruồi giả ong (Syrphidae). Loài này được Linnaeus mô tả khoa học đầu tiên năm 1758. Eristalis intricaria phân bố ở vùng Cổ Bắc giới (Đan Mạch)